# Louis Duval
Pour les articles homonymes, voir Duval.
Louis-François-Marin Duval, né le 14 janvier 1840 à La Ferté-Macé et mort le 31 janvier 1917 à Alençon, est un bibliothécaire, archiviste et historien français.

## Biographie
Diplômé en 1864 archiviste-paléographe de l'École impériale des chartes, grâce à une thèse intitulée De l’état des personnes et des terres dans le diocèse de Séez au XIIe siècle, d’après le cartulaire de l’abbaye de Saint-Martin de Séez, Louis Duval fut d’abord conservateur de la bibliothèque et des archives de la ville de Niort, puis archiviste du département de la Creuse, et enfin du département de l’Orne.
À Alençon, Duval fonda en 1881, de concert avec l’historien Léon de La Sicotière, la Société historique et archéologique de l'Orne en 1882, société qui contribua puissamment au développement des études locales. 
Son Rapport sur l’orthographe des noms de commune du département de l’Orne, publié en 1903 à la demande du préfet de ce département, influença durablement le choix des graphies d'un certain nombre de toponymes ornais. Louis Duval fut entre autres partisan du maintien ou du retour aux graphies en -i, -ai, -ei (par exemple dans Chemilli, Rai, Messei), plus simples que celles en -y, -ay ou -ey.
Il fut membre correspondant du Comité des travaux historiques et de la Société nationale des antiquaires de France.
Louis Duval a également écrit sous le pseudonyme de René de La Noë.

## Publications
Sous le nom de Louis Duval
- Un jurisconsulte républicain au XVIe siècle. Joachim du Chalard de la Souterraine et les États-Généraux en 1560, Auguste Aubry, 1871, 46 p.
- Cartulaire de l'abbaye royale de Notre-Dame des Châtelliers / publié avec une introduction et une table alphabétique des noms de personnes et des noms de lieux, Paris, Clouzot, 1872, 328 p.
- Un épisode de la révocation de l'édit de Nantes : exil à Guéret du premier magistrat de Strasbourg en 1685, Veuve H. Ducourtieux, 1873, 11 p.
- Essai sur la topographie ancienne du département de l’Orne, impr. Marchand-Saillant, Alençon, 1882, 100 p.
- État de la généralité d'Alençon sous Louis XIV [d'après les Mémoires de Pomereu], Loyer-Fontaine, 1890, 429 p.
- Rapport sur l’orthographe des noms de commune du département de l’Orne, Alençon, 1903, 127 p.
- La commanderie de Villedieu-lès-Bailleul (Orne), Ordre de Saint-Jean-de-Jérusalem, impr. A. Damoiseau, Argentan, 1903, 56 p.
- Un gentilhomme cultivateur au XVIIIe siècle : Samuel de Frotté de La Rimblière, membre de la Société royale d'agriculture d'Alençon, son livre de compte, Imprimerie alençonnaise, 1908, 73 p.
- Cahiers de doléances des villes, bourgs et paroisses du bailliage d'Alencon en 1789; réimpr. Kessinger Publishing, 2010  (ISBN 1168609488),  (ISBN 978-1-16860-948-9), 452 p.
- Études sur l'état de l'agriculture et sur la condition des cultivateurs dans la généralité d'Alençon au dix huitième siècle, Alençon, Imprimerie A. Herpin, 1911.
- Les grands louvetiers normands, Alençon, Veuve A. Laverdure, 1913, 16 p., [lire en ligne].
- Jules Appert, Comte Gérard de Contades, Abbé Constant Macé, Gustave Le Vavasseur, Louis Duval, Wilfrid Challemel, Eugène de Beaurepaire, Eugène Lecointre, Charles-Florentin Loriot, Léopold Mabilleau et Henri Le Faverais, La Normandie monumentale et pittoresque-Orne, Le Havre, Lemale, 1896 (présentation en ligne, lire en ligne)

Sous le nom de René de La Noë
- Éphémérides de la moyenne Normandie et du Perche en 1789 : documents pour servir à l'histoire du commencement de la Révolution dans la généralité d'Alençon, F. Guy, 1890.
- Robert de Carrouges, Alençon, Imprimerie A. Herpin, 1896.